# Liste des lieux patrimoniaux de l'Estrie

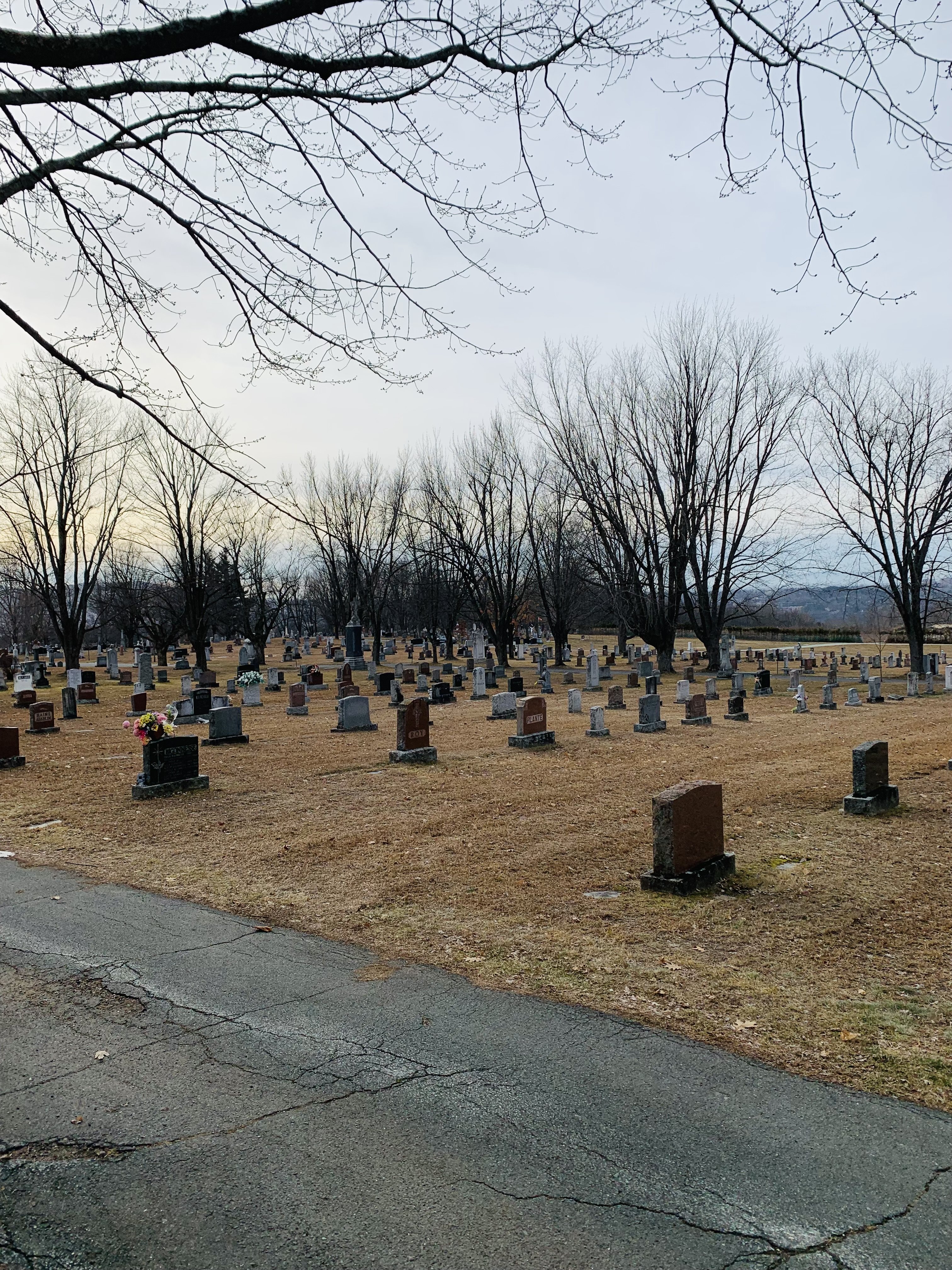
Cimetière Saint-Michel à Sherbrooke

Cet article recense les lieux patrimoniaux de l'Estrie inscrit au Répertoire canadien des lieux patrimoniaux, qu'ils soient de niveau provincial, fédéral ou municipal.

## Liste des lieux patrimoniaux
- Haut – A
- B
- C
- D
- E
- F
- G
- H
- I
- J
- K
- L
- M
- N
- O
- P
- Q
- R
- S
- T
- U
- V
- W
- X
- Y
- Z

| [ 1 ] | Lieu patrimonial                                                                         | Illustration                                                                             | Municipalité               | Adresse                                | Coordonnées        | No    | Constr. | Prot.               | Rec.                         | Notes  |
| ----- | ---------------------------------------------------------------------------------------- | ---------------------------------------------------------------------------------------- | -------------------------- | -------------------------------------- | ------------------ | ----- | ------- | ------------------- | ---------------------------- | ------ |
| P     | Grange circulaire Damase-Amédée-Dufresne                                                 | Grange circulaire Damase-Amédée-Dufresne                                                 | Austin                     | 101 à 105, chemin Fisher               | 45.15833 -72.27042 | 4238  |         | MH classé MH classé | 21 août 1984 8 décembre 2005 |        |
| M     | Église de Saint-Wilfrid                                                                  | Église de Saint-Wilfrid                                                                  | Barnston-Ouest             | Chemin de Kingscroft                   | 45.14319 -71.96681 | 7715  |         | MH cité             | 3 juin 2002                  |        |
| M     | Grange ronde Stanley-Holmes                                                              | Grange ronde Stanley-Holmes                                                              | Barnston-Ouest             | 2523, chemin Holmes                    | 45.12003 -71.97428 | 9671  |         | MH cité             | 3 juillet 2001               |        |
| F     | Hôtel de ville de Bolton-Est                                                             | Mairie du canton de Bolton-Est                                                           | Bolton-Est                 | 858, route Missisquoi                  | 45.20294 -72.3563  | 14665 |         | LHN                 | 23 novembre 1984             |        |
| M     | Église Saint-Andrew de The Pass                                                          | Église Saint-Andrew                                                                      | Bolton-Ouest               | Chemin Tuer                            | 45.19261 -72.4515  | 15338 |         | MH cité             | 6 septembre 1994             |        |
| P     | Château Arthur-Osmore-Norton                                                             | Château Arthur-Osmore-Norton                                                             | Coaticook                  | 96, rue de l'Union                     | 45.13056 -71.80767 | 9060  |         | MH reconnu          | 25 septembre 1986            |        |
| M     | Église baptiste de Barnston                                                              | Église baptiste de Barnston                                                              | Coaticook                  | 1169, chemin de Baldwin Mills-Barnston | 45.10556 -71.88444 | 7312  |         | MH cité             | 12 janvier 2004              |        |
| M     | Église Sisco Memorial                                                                    | Église Sisco Memorial                                                                    | Coaticook                  | Rue Wellington                         | 45.13459 -71.80803 | 7315  |         | MH cité             | 10 juin 1996                 |        |
| M     | Grange de la Ferme-du-Plateau-de-Coaticook                                               | Grange de la Ferme-du-Plateau-de-Coaticook                                               | Coaticook                  | 129, rue Morgan                        | 45.13894 -71.81928 | 7968  |         | MH cité             | 26 avril 1999                |        |
| M     | Vieille gare de Coaticook                                                                | Vieille gare de Coaticook                                                                | Coaticook                  | 131, rue Lovell                        | 45.1345 -71.81617  | 8246  |         | MH cité             | 26 avril 1999                |        |
| M     | Vieille poste                                                                            | Vieille poste                                                                            | Coaticook                  | 34, rue Main Est                       | 45.13242 -71.80431 | 7318  |         | MH cité             | 14 mars 1988                 |        |
| F     | Louis-S.-St-Laurent                                                                      | Louis-S.-St-Laurent                                                                      | Compton                    | 6790, route Louis-S.-St-Laurent        | 45.24213 -71.82618 | 7637  |         | LHN                 | 15 novembre 1975             |        |
| F     | Maison St-Laurent                                                                        | Maison St-Laurent                                                                        | Compton                    | 6790, route Louis-S.-St-Laurent        | 45.24225 -71.82628 | 10410 |         | ÉFP reconnu         | 6 avril 1998                 | [ 3 ]  |
| F     | Magasin et entrepôt St-Laurent                                                           | Magasin et entrepôt St-Laurent                                                           | Compton                    | 6790, route Louis-S.-St-Laurent        | 45.24209 -71.82627 | 11457 |         | ÉFP reconnu         | 6 avril 1998                 | [ 3 ]  |
| P     | Académie d'Eaton Corner                                                                  | Académie d'Eaton Corner                                                                  | Cookshire-Eaton            | 375, route 253                         | 45.36447 -71.59761 | 6608  |         | MH classé           | 12 décembre 1963             |        |
| P     | Église d'Eaton Corner                                                                    | Église d'Eaton Corner                                                                    | Cookshire-Eaton            | 375, route 253                         | 45.36444 -71.59806 | 10167 |         | MH classé           | 30 juin 1961                 |        |
| M     | Atelier Tardif                                                                           | Atelier Tardif                                                                           | Courcelles                 | 105, avenue Sainte-Martine             | 45.87228 -70.98367 | 13157 |         | MH cité             | 23 décembre 1991             |        |
| M     | Maison François-Goulet                                                                   | Maison François-Goulet                                                                   | Courcelles                 | 270, 8e Rang Sud                       | 45.86775 -70.94933 | 9655  |         | MH cité             | 23 décembre 1991             |        |
| M     | Maison Roland-Morin                                                                      | Maison Roland-Morin                                                                      | Courcelles                 | 107, avenue Sainte-Martine             | 45.87244 -70.98381 | 9641  |         | MH cité             | 23 décembre 1991             |        |
| M     | Moulin Bernier                                                                           | Moulin Bernier                                                                           | Courcelles                 | 100, rue du Moulin                     | 45.87164 -70.98497 | 9655  |         | MH cité             | 23 décembre 1991             |        |
| M     | Résidence Odilon-Bilodeau                                                                | Résidence Odilon-Bilodeau                                                                | Courcelles                 | 214, rue Principale                    | 45.87136 -70.98369 | 9544  |         | MH cité             | 23 décembre 1991             |        |
| M     | Voie ferrée et pont de fer du Quebec Central                                             | Voie ferrée et pont de fer du Quebec Central                                             | Courcelles                 | 214, rue Principale                    | 45.87167 -70.98456 | 9122  |         | MH cité             | 23 décembre 1991             |        |
| M     | Résidence George-Knight-Nesbitt                                                          | Résidence George-Knight-Nesbitt                                                          | Cowansville                | 215, rue du Sud                        | 45.20594 -72.74592 | 9475  |         | MH cité             | 3 décembre 1991              |        |
| M     | Maison Houston                                                                           | Maison Houston                                                                           | Danville                   | 4 et 6, rue Daniel-Johnson             | 45.78447 -72.01467 | 8416  |         | MH cité             | 13 octobre 1998              |        |
| P     | Moulin Denison                                                                           | Moulin Denison                                                                           | Danville                   | 540, chemin Denison                    | 45.74775 -72.10233 | 8862  |         | MH classé           | 20 septembre 1973            | [ 4 ]  |
| F     | Poste frontalier                                                                         | Poste frontalier                                                                         | Dixville                   | 1000, route 147                        | 45.01341 -71.79195 | 11072 |         | ÉFP reconnu         | 23 décembre 1991             |        |
| M     | Bureau de poste                                                                          | Bureau de poste                                                                          | East Angus                 | Rue Pasteur                            | 45.48503 -71.65964 | 6685  |         | MH cité             | 7 mai 2001                   |        |
| M     | Église Christ Church                                                                     | Église Christ Church                                                                     | East Angus                 |                                        | 45.48619 -71.66278 | 6861  |         | MH cité             | 7 mai 2001                   |        |
| M     | Église de Saint-Louis-de-France                                                          | Église de Saint-Louis-de-France                                                          | East Angus                 | Rue Saint-Jean Est                     | 45.48378 -71.65828 | 6879  |         | MH cité             | 7 mai 2001                   |        |
| M     | Église Emmanuel United Church                                                            | Église Emmanuel United Church                                                            | East Angus                 | Rue Angus Sud                          | 45.48072 -71.66455 | 6883  |         | MH cité             | 7 mai 2001                   |        |
| M     | Gare                                                                                     | Gare                                                                                     | East Angus                 | 221, rue Saint-Jean Ouest              | 45.48458 -71.6605  | 8481  |         | MH cité             | 7 mai 2001                   | [ 5 ]  |
| F     | Gare ferroviaire du Canadien Pacifique                                                   | Gare ferroviaire du Canadien Pacifique                                                   | East Angus                 | 221, rue Saint-Jean Ouest              | 45.48458 -71.6605  | 6633  |         | GFP                 | 1er juin 1991                | [ 6 ]  |
| M     | Presbytère de Saint-Louis-de-France                                                      | Presbytère de Saint-Louis-de-France                                                      | East Angus                 | 166, rue Saint-Jean Est                | 45.48383 -71.65789 | 8097  |         | MH cité             | 7 mai 2001                   |        |
| M     | Ensemble institutionnel de Saint-Romuald                                                 | Ensemble institutionnel de Saint-Romuald                                                 | Farnham                    | Rue Yamaska Est                        | 45.28661 -72.97364 | 15123 |         | MH cité             | 18 septembre 2007            |        |
| F     | Gare ferroviaire du Canadien Pacifique                                                   | Téléverser                                                                               | Farnham                    | 191, chemin Victoria                   | 45.28192 -72.97891 | 7101  |         | GFP                 | 1er septembre 1994           |        |
| M     | Salle anglicane du complexe St. James                                                    | Salle anglicane du complexe St. James                                                    | Farnham                    | 410, rue Principale Est                | 45.28301 -72.97556 | 13275 |         | MH cité             | 8 septembre 2008             |        |
| F     | Bataille d'Eccles Hill                                                                   | Bataille d'Eccles Hill                                                                   | Frelighsburg               | Chemin Eccles Hill                     | 45.0195 -72.9047   | 15783 |         | LHN                 | 25 mai 1923                  |        |
| P     | Moulin Freligh                                                                           | Moulin Freligh                                                                           | Frelighsburg               | 12, route 237 Nord                     | 45.05514 -72.83956 | 6610  |         | MH classé           | 28 novembre 1973             | [ 7 ]  |
| M     | Site du patrimoine de l'Église-Anglicane-Saint John-et-du-Cimetière-Mount Pleasant Union | Site du patrimoine de l'Église-Anglicane-Saint John-et-du-Cimetière-Mount Pleasant Union | Frontenac                  | 4e Rang                                | 45.53244 -70.78936 | 12040 |         | SP constitué        | 17 février 2004              |        |
| M     | Église de Saint-Joseph-de-Ham-Sud                                                        | Église de Saint-Joseph-de-Ham-Sud                                                        | Ham-Sud                    | 1, chemin Gosford Nord                 | 45.75639 -71.6005  | 11067 |         | MH cité             | 7 juillet 2008               |        |
| P     | Église Saint-James                                                                       | Église Saint-James                                                                       | Hatley                     | 100, rue Main                          | 45.18447 -71.93814 | 13002 |         | MH classé           | 17 novembre 1989             |        |
| M     | Noyau institutionnel de Knowlton                                                         | Noyau institutionnel de Knowlton                                                         | Lac-Brome                  | Chemin Lakeside                        | 45.21969 -72.50847 | 12435 |         | SP constitué        | 1er mars 1993                |        |
| M     | Église de Saint-Samuel                                                                   | Église de Saint-Samuel                                                                   | Lac-Drolet                 | 671, rue Principale                    | 45.71803 -70.84844 | 8418  |         | MH cité             | 6 août 1990                  |        |
| M     | Maison René-Robert                                                                       | Maison René-Robert                                                                       | Lac-Drolet                 | 705, rue Principale                    | 45.71922 -70.85008 | 8833  |         | MH cité             | 6 août 1990                  |        |
| M     | Presbytère de Saint-Samuel                                                               | Presbytère de Saint-Samuel                                                               | Lac-Drolet                 | 677, rue Principale                    | 45.71794 -70.84922 | 8419  |         | MH cité             | 6 août 1990                  |        |
| M     | Résidence Bernardin-Therrien                                                             | Résidence Bernardin-Therrien                                                             | Lac-Drolet                 | 357, 7e Rang                           | 45.75942 -70.87872 | 11985 |         | MH cité             | 6 août 1990                  |        |
| M     | Vieux couvent                                                                            | Vieux couvent                                                                            | Lac-Drolet                 | 698 et 700, rue Principale             | 45.72081 -70.84961 | 11986 |         | MH cité             | 6 août 1990                  |        |
| M     | Église de Sainte-Agnès                                                                   | Église de Sainte-Agnès                                                                   | Lac-Mégantic               | Rue Laval                              | 45.57867 -70.88606 | 13254 | 1913    | IP cité             | 2008                         |        |
| M     | Gare ferroviaire de Lac-Mégantic                                                         | Gare ferroviaire de Lac-Mégantic                                                         | Lac-Mégantic               | 5490, rue de la Gare                   | 45.57497 -70.88136 | 8710  |         | MH cité             | 19 février 2001              | [ 8 ]  |
| F     | Gare du Canadien Pacifique (Canadian American Railway)                                   | Téléverser                                                                               | Lac-Mégantic               | 5490, rue de la Gare                   | 45.57497 -70.88136 | 4577  |         | GFP                 | 1er juin 1996                | [ 6 ]  |
| M     | Site de l'église de Saint-Vital                                                          | Site de l'église de Saint-Vital                                                          | Lambton                    | Rue Principale                         | 45.83797 -70.84025 | 8604  |         | SP constitué        | 3 octobre 2000               |        |
| M     | Site du patrimoine du Pont-Couvert-McVetty-McKerry                                       | Site du patrimoine du Pont-Couvert-McVetty-McKerry                                       | Lingwick                   | Route 257                              | 45.61667 -71.39444 | 11237 |         | SP constitué        | 10 septembre 2003            |        |
| M     | Église Sainte-Marguerite-Marie                                                           | Église Sainte-Marguerite-Marie                                                           | Magog                      | 340, rue Saint-Patrice Est             | 45.26397 -72.13797 | 13189 |         | MH cité             | 20 octobre 2008              |        |
| M     | Cimetière Gisla                                                                          | Cimetière Gisla                                                                          | Milan                      | Chemin Gisla                           | 45.63367 -71.14522 | 9408  |         | SP constitué        | 7 août 1995                  |        |
| M     | Parc Morrison                                                                            | Parc Morrison                                                                            | Milan                      | Chemin Dell                            | 45.60167 -71.14136 | 9409  |         | SP constitué        | 4 février 2002               |        |
| M     | Site du patrimoine de North Hatley                                                       | Site du patrimoine de North Hatley                                                       | North Hatley               | Chemin Dell                            | 45.27178 -71.97597 | 11086 |         | SP constitué        | 1er juin 1987                |        |
| M     | Grange ronde de Mansonville                                                              | Grange ronde de Mansonville                                                              | Potton                     |                                        | 45.05286 -72.39269 | 16207 |         | MH cité             | 6 juillet 2009               |        |
| M     | Noyau institutionnel de Saint-Pierre-de-Véronne                                          | Noyau institutionnel de Saint-Pierre-de-Véronne                                          | Pike River                 | Route 133 Route 202                    | 45.12264 -73.24297 | 6540  |         | SP constitué        | 6 août 1992                  |        |
| M     | Pont couvert de la Frontière                                                             | Pont couvert de la Frontière                                                             | Potton                     | Chemin Bellevue                        | 45.01136 -72.37353 | 14803 |         | MH cité             | 6 octobre 2008               |        |
| P     | Bureau d'enregistrement de Richmond                                                      | Bureau d'enregistrement de Richmond                                                      | Richmond                   | 295, rue Principale Sud                | 45.65442 -72.14019 | 9560  |         | MH reconnu          | 23 mars 1976                 |        |
| M     | Centre de l'interprétation de l'ardoise                                                  | Centre de l'interprétation de l'ardoise                                                  | Richmond                   | 5, rue Belmont                         | 45.65712 -72.14908 | 8985  |         | MH cité             | 25 avril 2005                |        |
| F     | Gare ferroviaire de la Canadien National                                                 | Gare ferroviaire de la Canadien National                                                 | Richmond                   | 779, rue Principale Nord               | 45.66508 -72.14813 | 6719  |         | GFP                 | 1er septembre 1991           |        |
| M     | Presbytère de Saint-Georges-de-Windsor                                                   | Presbytère de Saint-Georges-de-Windsor                                                   | Saint-Georges-de-Windsor   | 493, rue Principale                    | 45.69839 -71.84517 | 8217  |         | MH cité             | 6 octobre 1993               |        |
| M     | Église de Saint-Herménégilde                                                             | Église de Saint-Herménégilde                                                             | Saint-Herménégilde         | Rue Principale                         | 45.10511 -71.67464 | 7711  |         | MH cité             | 3 octobre 2005               |        |
| P     | Grange Alexander-Solomon-Walbridge                                                       | Grange Alexander-Solomon-Walbridge                                                       | Saint-Ignace-de-Stanbridge | 189, chemin de Mystic                  | 45.15286 -72.98764 | 8212  | 1882    | MH classé           | 27 mai 2004                  |        |
| M     | Site du patrimoine de l'église de Saint-Venant-de-Paquette                               | Site du patrimoine de l'église de Saint-Venant-de-Paquette                               | Saint-Venant-de-Paquette   | Chemin du Village                      | 45.12517 -71.46267 | 8295  |         | SP constitué        | 20 décembre 2004             |        |
| P     | Chapelle Saint-Mark                                                                      | Chapelle Saint-Mark                                                                      | Sherbrooke                 | 2600, rue College                      | 45.36611 -71.84922 | 10398 |         | MH classé           | 21 avril 1989                |        |
| F     | Édifice fédéral                                                                          | Édifice fédéral                                                                          | Sherbrooke                 | 50, place de la Cité                   | 45.40003 -71.89476 | 9492  |         | ÉFP reconnu         | 21 septembre 1995            |        |
| P     | Église Plymouth Trinity                                                                  | Église Plymouth Trinity                                                                  | Sherbrooke                 | 380, rue Dufferin                      | 45.40669 -71.89614 | 15274 |         | MH classé           | 15 mai 1989                  |        |
| F     | Gare ferroviaire du Canadien National                                                    | Téléverser                                                                               | Sherbrooke                 | 80, rue du Dépôt                       | 45.40086 -71.88853 | 6709  |         | GFP                 | 22 novembre 1991             |        |
| M     | Gare du CN de Sherbrooke                                                                 | Gare du CN de Sherbrooke                                                                 | Sherbrooke                 | 80, rue du Dépôt                       | 45.40086 -71.88853 | 6213  |         | MH cité             | 1er mai 2000                 |        |
| F     | Gare du Canadien Pacifique                                                               | Gare du Canadien Pacifique                                                               | Sherbrooke                 | 720, place de la Gare                  | 45.39669 -71.89794 | 4597  |         | GFP                 | 7 janvier 1994               |        |
| M     | Gare du CP                                                                               | Gare du CP                                                                               | Sherbrooke                 | 720, place de la Gare                  | 45.39669 -71.89794 | 15230 |         | MH cité             | 6 septembre 2005             |        |
| P     | Hôtel de ville de Sherbrooke                                                             | Hôtel de ville de Sherbrooke                                                             | Sherbrooke                 | 191, rue du Palais                     | 45.40414 -71.89281 | 4246  |         | MH reconnu          | 11 août 1977                 |        |
| F     | Manège militaire                                                                         | Manège militaire                                                                         | Sherbrooke                 | 64, rue Belvédère Sud                  | 45.398 -71.89547   | 9767  |         | ÉFP reconnu         | 14 janvier 1991              |        |
| F     | Théâtre Granada                                                                          | Théâtre Granada                                                                          | Sherbrooke                 | 53, rue Wellington Nord                | 45.4023 -71.891    | 1236  |         | LHN                 | 5 juin 1996                  |        |
| F     | Bibliothèque publique et salle d'opéra Haskell                                           | Bibliothèque publique et salle d'opéra Haskell                                           | Stanstead                  | 1, rue Church                          | 45.00586 -72.09792 | 7322  |         | LHN                 | 15 novembre 1985             | [ 9 ]  |
| P     | Édifice Haskell Free Library and Opera House                                             | Édifice Haskell Free Library and Opera House                                             | Stanstead                  | 1, rue Church                          | 45.00586 -72.09792 | 4240  |         | MH classé           | 22 décembre 1977             | [ 10 ] |
| M     | Église Advent Christian                                                                  | Église Advent Christian                                                                  | Stanstead                  | Rue Principale                         | 45.00753 -72.14317 | 15743 |         | MH cité             | 4 mai 2009                   |        |
| M     | Église Christ Church                                                                     | Église Christ Church                                                                     | Stanstead                  | Rue Dufferin                           | 45.01714 -72.09253 | 15710 |         | MH cité             | 4 mai 2009                   |        |
| M     | Loge maçonnique Golden Rule no 5                                                         | Loge maçonnique Golden Rule no 5                                                         | Stanstead                  | 560, rue Dufferin                      | 45.01725 -72.09264 | 15711 | 1860    | IP cité             | 2009                         |        |
| M     | Maison Butters                                                                           | Maison Butters                                                                           | Stanstead                  | 470, rue Dufferin                      | 45.01336 -72.09442 | 15712 |         | MH cité             | 4 mai 2009                   |        |
| M     | Maison Carrollcroft                                                                      | Maison Carrollcroft                                                                      | Stanstead                  | 535, rue Dufferin                      | 45.01631 -72.09386 | 15713 |         | MH cité             | 4 mai 2009                   |        |
| F     | Poste frontalier                                                                         | Poste frontalier                                                                         | Stanstead                  | 2, rue Principale                      | 45.006 -72.1419    | 10214 | 1932    | ÉFP reconnu         | 2001                         |        |
| M     | Hôtel de ville                                                                           | Hôtel de ville                                                                           | Stanstead-Est              | Chemin Curtis                          | 45.09567 -72.05608 | 7319  | 1817    | IP cité             | 1988                         |        |
| M     | Moulin Legendre                                                                          | Moulin Legendre                                                                          | Stornoway                  | Route 161 Nord                         | 45.71778 -71.17122 | 12382 |         | MH cité             | 5 mai 2008                   |        |
| M     | Église Saint-Matthew                                                                     | Eglise Saint-Matthew                                                                     | Stukely-Sud                | Chemin de la Diligence                 | 45.32131 -71.17122 | 12382 |         | MH cité             | 10 juin 2002                 |        |
| P     | Moulin à laine d'Ulverton                                                                | Moulin à laine d'Ulverton                                                                | Ulverton                   | 210, chemin Porter                     | 45.69053 -72.25386 | 7030  |         | MH reconnu          | 22 septembre 1977            |        |
| M     | Bijouterie Drainville                                                                    | Bijouterie Drainville                                                                    | Valcourt                   | 980, rue Saint-Joseph                  | 45.49472 -72.31511 | 8131  |         | MH cité             | 7 avril 2003                 |        |
| M     | Église de Saint-Joseph-d'Ely                                                             | Église de Saint-Joseph-d'Ely                                                             | Valcourt                   | Rue Saint-Joseph                       | 45.49722 -72.31569 | 8335  |         | MH cité             | 7 avril 2003                 |        |
| M     | Maison Joseph-Armand-Bombardier                                                          | Maison Joseph-Armand-Bombardier                                                          | Valcourt                   | 794, rue Saint-Joseph                  | 45.49778 -72.31572 | 10641 |         | MH cité             | 7 avril 2003                 |        |
| M     | Presbytère de Saint-Joseph-d'Ely                                                         | Presbytère de Saint-Joseph-d'Ely                                                         | Valcourt                   | 800, rue Saint-Joseph                  | 45.49694 -72.31569 | 8096  |         | MH cité             | 7 avril 2003                 |        |
| P     | Église Saint-Luke                                                                        | Église Saint-Luke                                                                        | Waterloo                   | Rue de la Cour                         | 45.345 -72.51472   | 8745  |         | MH classé           | 26 juillet 1978              |        |
| M     | Église universaliste de Waterloo                                                         | Église universaliste de Waterloo                                                         | Waterloo                   | 441, rue de la Cour                    | 45.34553 -72.51455 | 10174 |         | MH cité             | 3 octobre 1988               |        |
| M     | École Milby                                                                              | École Milby                                                                              | Waterville                 | 2120, chemin McVety                    | 45.31314 -71.82592 | 11154 |         | MH cité             | 7 décembre 1992              |        |
| M     | Pont de Milby                                                                            | Pont de Milby                                                                            | Waterville                 | Chemin du Pont-Couvert                 | 45.31525 -71.82347 | 10405 |         | MH cité             | 7 décembre 1992              |        |
| M     | Maison Laplante                                                                          | Maison Laplante                                                                          | Weedon                     | 280, rue des Érables                   | 45.69717 -71.45658 | 8834  |         | MH cité             | 12 janvier 2004              |        |
| M     | Site du patrimoine de La Poudrière                                                       | Site du patrimoine de La Poudrière                                                       | Windsor                    |                                        | 45.57911 -71.99003 | 9410  |         | SP constitué        | 4 août 2003                  |        |